# North American Floorball League
Die North American Floorball League (NAFL) ist eine ursprünglich aus vier, inzwischen aus sechs Mannschaften bestehende nordamerikanische Floorball-Liga. Gegründet wurde die Liga im Juni 2020. Die erste Saison war zunächst für Sommer 2021 angesetzt, fand dann jedoch erst im Sommer 2022 statt. Die NAFL ist die erste Elite-Floorball-Liga in Nordamerika, welche in der Nebensaison der meisten oberen Floorball-Ligen weltweit stattfindet, um Talente anzulocken, ohne mit den Terminen der Vereine in Konflikt zu geraten.

## Geschichte

### Gründung
Vor der Gründung der NAFL konzentrierte sich die Floorball-Elite stark auf Europa, es fehlte an hochkarätigen Ligen, um die in Nordamerika vorhandenen Talente zu fördern. Der kanadische Unihockeyverband betreibt seit 2013 die Floorball League of Canada. In den Vereinigten Staaten gab es eine Reihe von Vereinsturnieren wie den Golden Gate Cup und die Texas Open, jedoch keine zusammenhängende, stark geförderte Liga, um die besten Talente beider Länder zu präsentieren.
Da die bestehenden Floorball-Saisons in Nordamerika und Europa im Herbst stattfinden, wurde die Idee einer Sommerliga entwickelt, die das Wettbewerbsniveau in Nordamerika für die besten Spieler erhöht, ohne die bereits bestehenden Strukturen zu beseitigen. Das Konzept sah eine Liga vor, in der Teams aus den Vereinigten Staaten und Kanada eine ganze Saison spielen könnten, ohne dass die Reisekosten und das Budget zu hoch wären, um Fans für den Sport zu gewinnen und die besten Floorballspielern Nordamerikas auf einem höheren Niveau bezahlt spielen zu lassen.

### Geplante Mannschaften bei Bekanntgabe der Ligagründung
| Mannschaft         | Stadt               |
| ------------------ | ------------------- |
| Cleveland Bucs     | Rocky River, Ohio   |
| Fort Worth Jaguars | Arlington, Texas    |
| Fresno Force       | Clovis, Kalifornien |
| Texas Tornadoes    | Round Rock, Texas   |

Die Cleveland Bucs nahmen letztlich nie am Wettbewerb teil und wurden noch vor dem Start der ersten Saison durch die Utah Raptors ersetzt.

### Teilnehmer Saison 2024
- Fresno Force (Fresno, Kalifornien)
- Minnesota Growlers (Woodbury, Minnesota)
- Texas 39ers (Austin, Texas)
- Fort Worth Jaguars (Fort Worth, Texas)
- Aviators Floorball of Ohio (Columbus, Ohio)
- Seattle Sockeyes (Seattle, Washington)

## Bisherige Endspiele
| Saison | Finalbegegnung                       | Finalergebnis |
| ------ | ------------------------------------ | ------------- |
| 2022   | Florida Vikings – Fort Worth Jaguars | 11:3          |
| 2023   | Florida Vikings – Fresno Force       | 9:2           |
| 2024   | Fresno Force – Texas 39ers           | 7:6           |